# Cấp bậc Cảnh sát Nhân dân Trung Quốc
Cấp bậc Cảnh sát Nhân dân Trung Quốc (tiếng Trung: 中华人民共和国人民警察警衔, Trung Hoa Nhân dân Cộng hòa quốc Nhân dân Cảnh sát Cảnh hàm) là hệ thống cấp bậc dân sự của cảnh sát Trung Quốc. Hệ thống cấp bậc này phỏng theo hệ thống cấp bậc quân sự, gồm 5 hạng và 13 cấp. Tuy nhiên, hệ thống cấp bậc này khác hoàn toàn với hệ thống cấp bậc quân sự của Cảnh sát Vũ trang Trung Quốc.

## Tổng quan
Căn cứ vào "Điều lệ Cấp bậc Cảnh sát Nhân dân Trung Quốc", hệ thống cấp bậc cảnh sát Trung Quốc được phân như sau:
- Tổng Cảnh giám, Phó tổng cảnh giám, nhất cấp cảnh giám, nhị cấp cảnh giám do Thủ tướng Quốc vụ viện phê chuẩn, thụ phong
- Tam cấp cảnh giám, cảnh đốc do Bộ trưởng Bộ Công an phê chuẩn, thụ phong
- Cảnh ti do Cục trưởng văn phòng Công an tỉnh, thành phố trực thuộc trung ương, khu tự trị phê chuẩn, thụ phong
- Cảnh viên do Chủ nhiệm Ban Chính trị Văn phòng Công an tỉnh, thành phố trực thuộc trung ương, khu tự trị phê chuẩn, thụ phong
- Cảnh ti, Cảnh viên các cơ quan trực thuộc Bộ Công an do Chủ nhiệm Ban Chính trị Bộ Công an phê chuẩn, thụ phong.

## Chủ quản
Điều 6 "Điều lệ cấp bậc Cảnh sát Nhân dân Trung Quốc" quy định: Bộ Công an là cơ quan chủ quản cấp bậc của Lực lượng Cảnh sát Nhân dân Trung Quốc.

## Cấp bậc
| Hạng | Cấp | Chức vụ            | Cấp bậc                                  | Người cấp                                                                                 | Ghi chú |
| 1    | 1   | Tổng cảnh giám     | Cấp chính bộ                             | Thủ tướng Quốc vụ viện                                                                    | Được trao cho sĩ quan cấp cao của Bộ, thường là Bộ trưởng Bộ Công An, Bộ trưởng Bộ An ninh Quốc gia. Từ năm 1992 đến nay có tổng cộng 9 người được trao cấp bậc này. |
| 1    | 2   | Phó Tổng cảnh giám | Cấp phó bộ                               | Thủ tướng Quốc vụ viện                                                                    | Được trao cho sĩ quan cấp phó của Bộ, thường là Thứ trưởng Bộ Công An, Thứ trưởng Bộ An ninh Quốc gia, Chủ nhiệm Ban Chính trị Bộ, Bí thư Ủy ban Kiểm tra Kỷ luật Bộ, Cục trưởng Cục Công an các tỉnh, thành phố trung ương, khu tự trị; Phó thị trưởng thành phố trung ương, phó chủ tịch khu tự trị, phó tỉnh trưởng hoặc ủy viên thường vụ thành phố trung ương, khu tự trị, các tỉnh kiêm cục trưởng cục Công an các tỉnh, thành phố trung ương, khu tự trị. |
| 2    | 3   | Cảnh giám cấp 1    | Cấp chánh văn phòng                      | Thủ tướng Quốc vụ viện                                                                    | Được trao cho Phó Chủ nhiệm Ban Chính trị Bộ, hoặc Ủy viên Thường vụ tỉnh, thành phố trung ương, khu tự trị kiêm cục trưởng cục Công an. |
| 2    | 4   | Cảnh giám cấp 2    | Cấp chánh văn phòng, phó chánh văn phòng | Thủ tướng Quốc vụ viện                                                                    | |
| 2    | 5   | Cảnh giám cấp 3    | Cấp phó chánh văn phòng, Chánh xứ        | Bộ trưởng                                                                                 | |
| 3    | 6   | Cảnh đốc cấp 1     | Cấp Chánh xứ, Phó chánh xứ               | Bộ trưởng                                                                                 | |
| 3    | 7   | Cảnh đốc cấp 2     | Cấp Chánh xứ, Phó chánh xứ, Chánh khoa   | Bộ trưởng                                                                                 | |
| 3    | 8   | Cảnh đốc cấp 3     | Cấp Phó chánh xứ, Chánh khoa             | Bộ trưởng                                                                                 | |
| 4    | 9   | Cảnh ti cấp 1      | Cấp Chánh khoa, Phó chánh khoa           | Cục trưởng Cục Công an tỉnh, thành phố trung ương, khu tự trị/ Chủ nhiệm ban chính trị Bộ | |
| 4    | 10  | Cảnh ti cấp 2      | Cấp Phó chánh khoa, Khoa viên            | Cục trưởng Cục Công an tỉnh, thành phố trung ương, khu tự trị/ Chủ nhiệm ban chính trị Bộ | |
| 4    | 11  | Cảnh ti cấp 3      | Cấp Khoa viên, Bạn sự viên               | Cục trưởng Cục Công an tỉnh, thành phố trung ương, khu tự trị/ Chủ nhiệm ban chính trị Bộ | |
| 5    | 12  | Cảnh viên cấp 1    | Cấp Bạn sự viên                          | Chủ nhiệm ban chính trị tỉnh, thành phố trung ương, khu tự trị                            | |
| 5    | 13  | Cảnh viên cấp 2    | Cấp Bạn sự viên                          | Chủ nhiệm ban chính trị tỉnh, thành phố trung ương, khu tự trị                            | |

## Thăng cấp
Theo quy định Bộ Công an Trung Quốc:
- Từ cảnh viên cấp 2 đến cảnh ti cấp 1 thời gian thăng mỗi cấp là 3 năm
- Từ cảnh ti cấp 1 đến cảnh đốc cấp 1 thời gian thăng mỗi cấp là 4 năm

Thời gian được đào tạo trong học viện cũng được tính để xét tăng cấp bậc.

### Điều kiện
Điều kiện để tăng cấp bậc:
- Thực thi luật pháp, quy định và chính sách của nhà nước, tuân thủ luật pháp;
- Có năng lực trong công việc;
- Liên hệ với quần chúng, trung thực và đàng hoàng.

Khi đến thời gian tăng cấp, nếu không đủ điều kiện tăng cấp sẽ bị hoãn tăng cấp. Trong trường hợp đặc biệt có thể thăng cấp trước thời hạn.